# Гоно Трайчев
 Тази статия е за ениджевардарския свещеник.  За струмишкия деец на ВМОРО вижте Гоно Трайков.  
Георги (Гоно) Трайчев (Траев, Трайков) е български общественик и духовник от Южна Македония.

## Биография
Гоно Трайчев е роден през 1857 година в южномакедонския град Енидже Вардар, тогава в Османската империя. Приема свещенически сан и дълги години служи в Ениджевардарската българска община. През 1907 година участва в Екзархийското преброяване в Македония.
След убийството на войводата Апостол Петков и другарите му Васил Пуфката и Георги Мучитанов, през август 1911 година са опяти и погребани от Гоно Трайчев в Енидже Вардар.
През 1912 година при началото на Балканската война е арестуван от Османските власти с около 150 други българи в Енидже Вардар и е осъден на смърт, но присъдата не е изпълнена. Повторно е арестуван от гръцките власти през 1913 година и е заточен на остров Трикери, където умира през същата година.
Гоно Трайчев се жени за Екатерина, с която имат две деца – Тома Попгеоргиев, дългогодишен български учител и свещеник, и Елена.
На 23 февруари 1940 година на общо събрание за секретарка на Дружеството „Менча Кърничева“ в Бургас е избрана неговата внучка Мария Гочева Дракалиева. Филмът „Концлагерът Трикери“ (2013) е по идея на праправнука му Георги Дракалиев.